# 忌 (晋国)
忌（?—?），姬姓，名忌，晋昭公幼子戴子雍的儿子。忌和智伯瑤的关系很好，不过英年早逝。前457年，韩、赵、魏、智四家大夫赶走晋出公，立忌的儿子骄为君，是为晋哀公。
上述是《史记·晋世家》的记载；不过，根据《史记·赵世家》忌的儿子骄为晋懿公；还有《史记·十二诸侯年表》记载，晋出公之后，有哀公二年、懿公十七年，骄为懿公，哀公就是忌。